# Democratisch Forum van Duitsers in Roemenië

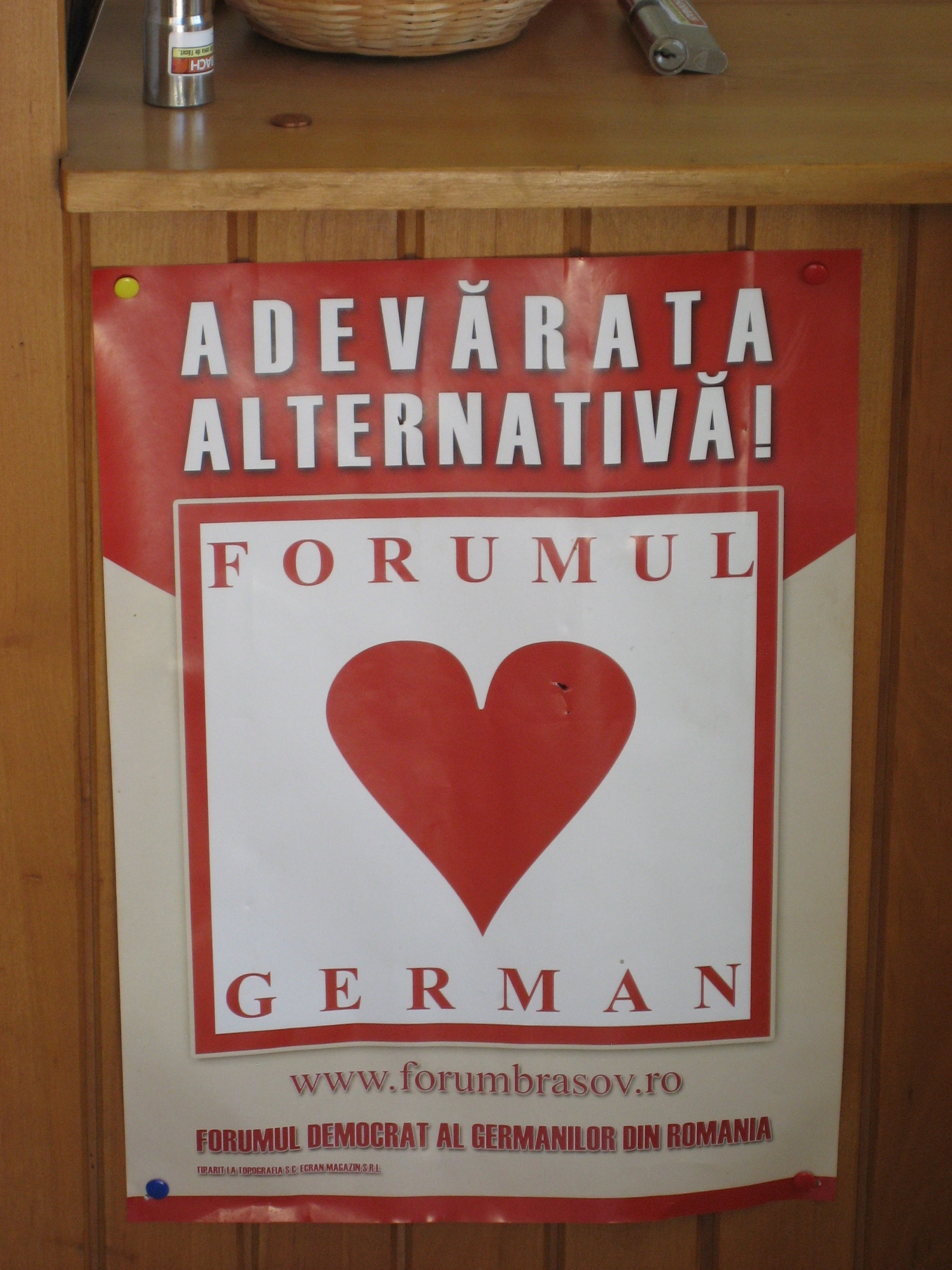
Democratisch Forum van Duitsers in Roemenië

Het Democratisch Forum van Duitsers in Roemenië (Roemeens: Forumul Democrat al Germanilor din România, Duits: Demokratisches Forum der Deutschen in Rumänien, DFDR) is een politieke partij die de Duitsers in Roemenië vertegenwoordigt. De partij werd opgericht in 1989. 

## Overzicht
Dankzij het recht voor minderheden in Roemenië, is de DFDR zeker van ten minste een zetel in de Kamer van Afgevaardigden. Dit recht is aangenomen na de Roemeense Revolutie.
Met de term Roemeense Duitsers (Rumäniendeutschen), worden alle verschillende en zeer uiteenlopende regionale Duitssprekende minderheden bedoeld, waaronder Zevenburger ook wel Zevenburger Saksen (Siebenbürger Sachsen), Banaat Zwaben (Banater Schwaben), Satu Mare Zwaben (Sathmarer Schwaben), Boekovina-Duitsers (Bukowinadeutsche), en Regatduitsers naar de Roemeense term Regat waarmee het oude koninkrijk Roemenië van voor de Eerste Wereldoorlog  bedoeld wordt. Het betreft hier verspreid wonende Duitstaligen, voornamelijk in Boekarest.
Sinds 2000 won de DFDR zetels in verschillende gemeenteraden en districten. In Sibiu (Hermannstadt), werd Klaus Johannis met een overgrote meerderheid tot burgemeester gekozen. In 2004 won de DFDR met 60,43% van de stemmen de verkiezingen van de Gemeenteraad. De DFDR bezit 16 van de 23 zetels van Sibiu's gemeenteraad, en 11 van de 33 zetels van de Districtsraad Sibiu, waarmee ze de grootste partij zijn in District- en Stad Sibiu. In de stad en het district rekent amper meer dan 1% van de bevolking zich nog tot de Saksisch-Duitse minderheid. Twintig jaar geleden was dat nog meer dan 20% maar sindsdien zijn de Saksen massaal naar Duitsland vertrokken. Men moet dus aannemen dat de stemmers op deze partij Roemenen zijn die om persoonlijke en programmatische redenen hun vertrouwen hechten aan het DFDR.     
In 2004 werden ook DFDR burgemeesters gekozen in Mediaș (Mediasch), Cisnădie (Heltau) en verschillende plaatsen in het  district Satu Mare (Sathmar).

## Plaatsen met DFDR burgemeesters
Sinds 2004:
- Ciumești (Schamagosch)
- Cisnădie (Heltau)
- Foieni (Fienen)
- Mediaș (Mediasch)
- Petrești (Petrifeld)
- Sibiu (Hermannstadt) - Klaus Johannis, eerste Duitse burgemeester in Roemenië sinds de Tweede Wereldoorlog.
- Tiream (Terem)

## DFDR politici
- Martin Bottesch (President van de Districtraard van District Sibiu)
- Ovidiu Ganț (Lid van het parlement)
- Klaus Johannis (Burgemeester van Sibiu)
- Paul Philippi (Lijsttrekker van de DFDR)
- Daniel Thellmann (Burgemeester van Mediaș)
- Wolfgang Wittstock (Journalist en voormalig DFDR-lid van het parlement)